# Верховний суд Данії
Верховний суд Данії (дан. Højesteret) — вища судова інстанція Королівства Данії. Розташований в Копенгагені в палаці Крістіансборг, де також знаходиться парламент. Складається з 19 суддів, які призначаються спеціальним королівським указом на довічний термін, але по досягненню 70 років йдуть у відставку.
Судова система Данії є триступеневої і складається з низових судів — міських (Byret) і окружних (Landsret), двох апеляційних судів (Østre Landsret) для західних земель у Віборгу і східних земель в Копенгагені і суду вищої ланки — Верховного суду (Højesteret). Особливістю данської системи є те, що в залежності від важливості справи по першій інстанції воно може бути розглянуто відразу в Верховному суді, в інших скандинавських країнах першою інстанцією завжди будуть тільки нижчі суди. Крім того міністр юстиції Данії має право визначати яке діло в якому суді має розглядатися.

## Історія

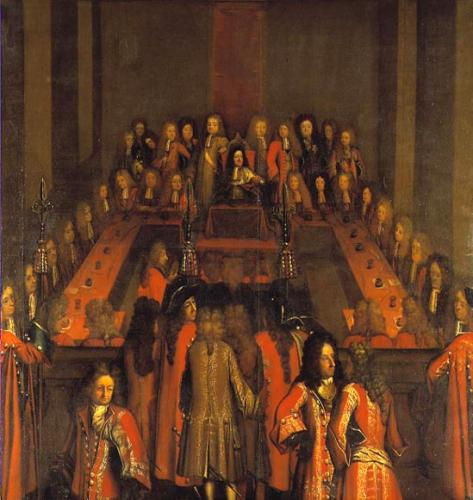
Король Кристіан V головує в Верховному суді, 1697 рік

Верховний суд заснований 14 лютого 1661 декретом короля Фредеріка III в період становлення в Данії абсолютної монархії і замінив собою Королівський суд ( Kongens Retterting), що існував в епоху короля Кристіана IV.
Спочатку суд складався з 30 суддів, а формальним голавою суду був сам король, для якого в залі суду був поставлений трон. Король міг головувати в судовому засіданні і скасувати будь-яке рішення Верховного суду. Проте король був присутній на засіданнях не завжди, тому з 1674 року була введена посада юстіаріуса (Justitiarius), який керував судовим процесом від імені короля (з 1919 року - Голова суду).
Прийнята Конституція 1849 скасувала абсолютну монархію і заклала фундамент сучасної конституційної системи, де суд вже виступав в якості незалежної третьої влади. Принцип поділу влади знайшов своє вираження в положеннях Конституції, де йшлося про те, що законодавча влада належить спільно королю і парламенту, виконавча влада - уряду, а судова влада - судам.
З 1661 року Верховний суд вирішував лише два завдання: розглядав кримінальні справи і приватні позови між громадянами. Після прийняття Конституції 1849 року, в доповнення до нинішніх завдань, суд також став здійснювати контроль за рішеннями органів виконавчої влади, щоб вони не виходили за рамки закону; і контролювати законодавчу владу, щоб її діяльність залишалася межах конституційних обмежень (тобто, щоб прийняті акти не суперечили конституції).
У 1999 році Верховний суд вперше в своїй історії через 150 років після прийняття першої Конституції Данії 1849 року скористався правом перевірити на конституційність положення законодавчого акта.

## Юрисдикція

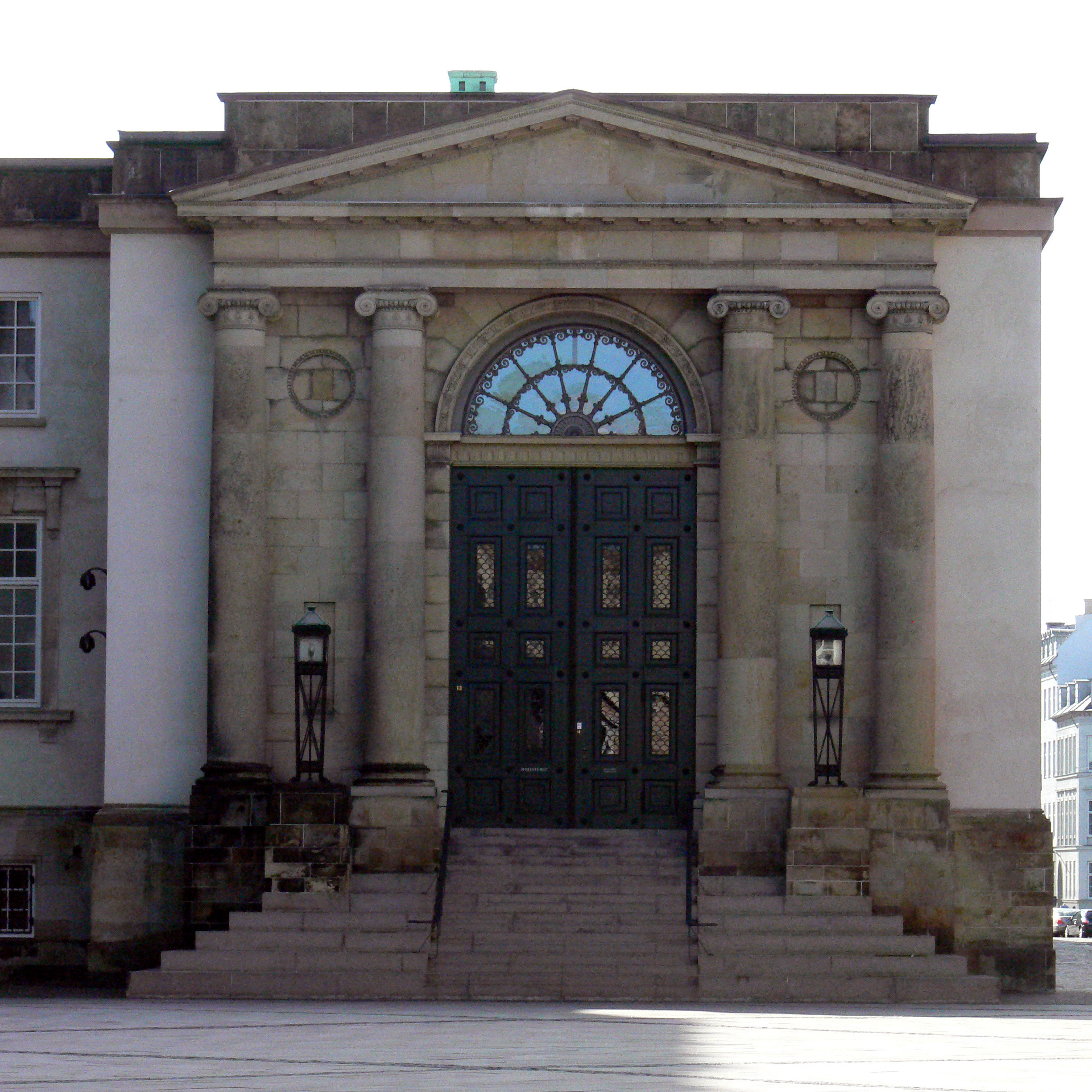
Вхід до Верховного суду Данії

Юрисдикція суду поширюється на всі територіальні частини Данського Королівства: Данію, Гренландію і Фарерські острови.
Верховний суд в апеляційному порядку переглядає рішення у кримінальних і цивільних справах нижчих судів, в тому числі спеціалізованих судів таких як: Суд по морським і кримінальним справах, Реєстраційний суд і Спеціальний суд по розгляду справ щодо неповнолітніх і психічно хворих осіб.
Верховний суд є органом конституційного контролю, хоча при цьому в нинішній Конституції такого права за судом не закріплено - це є ні чим іншим як конституційно-правовим звичаєм, який склався ще з прийняття першої Конституції 1849 року, коли Верховний суд повинен був контролювати діяльність законодавчої влади. Відповідно до цієї практики, суд дає тлумачення Конституції і може перевіряти закони на їх конституційність тільки в конкретній справі, тобто здійснює конкретний нормоконтроль.

## Склад
Верховний суд складається з 19 суддів, один з яких обирається головою. Судді призначаються спеціальним королівським указом на довічний термін, але по досягненню 70 років йдуть у відставку. Раніше кандидатури пропонувалися одноосібно міністром юстиції, але після судової реформи 1999 року він погоджує свій вибір на спеціальній раді при Міністерстві, щоб уникнути проявів непотизму і корпоративних переваг.
Верховний суд розділений на дві колегії в складі не менше як по 5 суддів, які одночасно можуть розглядати всі категорії справ.